# Kapteyns stjärna
För andra betydelser, se Kapteyn.
Kapteyns stjärna, eller VZ Pictoris, har sitt namn efter upptäckaren, den nederländske astronomen Jacobus Kapteyn. Denne upptäckte stjärnan år 1897 och noterade att den rör sig i motsatt riktning mot alla andra stjärnor i solens grannskap. Den färdas snabbt över himlavalvet och tillryggalägger en måndiameter på cirka 200 år. Det var vid upptäckten den stjärna som hade den högsta observerade verkliga hastigheten inom Vintergatan. Idag ligger den på andra plats efter Barnards stjärna.
Kapteyns stjärna är en röd (klass M) subdvärg i huvudserien. Den ligger 12,76 ljusår bort i stjärnbilden Målaren. Med den skenbara ljusstyrkan 9 går den att se med en enklare kikare. Det är en roterande variabel av BY Draconis-typ.

## Planeter
2014 fastslogs att stjärnan har åtminstone två planeter, Kapteyn b och Kapteyn c. Kapteyn b är den äldsta kända planeten som kan hysa liv, och uppskattas till en ålder av 11 miljarder år.